# Ходжазаде
Ходжазаде Муслихиддин Мустафа бинт Юсуф бинт Салих аль-Бурсави (тур. Hocazade Muslihiddin Mustafa b. Yusuf b. Salih al-Bursavi; 1434, Бурса — 13 февраля 1489, там же) — известный османский учёный и философ.

## Биография
Муслихиддин Мустафа происходил из семьи торговцев, но избрал путь учёности. Согласно источникам, в юности Мустафа имел столкновение с отцом, который хотел заставить его заниматься торговлей. Шейх Вели Шемседдин, ученик знаменитого эмира Султана, зятя Баязида I, безуспешно пытался уговорить его отца. Первые годы ученической жизни были тяжёлыми из-за отсутствия поддержки отца, но Мустафа не отступил. Начальные знания он получил в медресе Атабей, после чего продолжил обучение у Хизира-бея в медресе Султание в Бурсе, где изучил арабский язык, логику, лингвистику, хадисы и другие базовые предметы. Наставник быстро заметил трудолюбие и знания Мустафы и назначил его своим заместителем. Через некоторое время Хизир-бей представил его Мураду II. Мурад сначала назначил Мустафу в Кестель, а затем направил преподавать в Еседие медресе в Бурсе. Ходжазаде удалось заслужить доверие Мурада своим трудом.
После завоевания Константинополя Ходжазаде переехал в Стамбул и присоединился к кружку учёных, организованный Мехмедом II. Он стал учителем Мехмеда и был близок к султану. В завершение диспута, происходившего при султане между Али Кушчи и  Ходжазаде, которые  выступали за Сад ад-дин ат-Тафтазани и Сейида Шарифа соответственно,  Али Кушчи похвалил Ходжазаде перед султаном. Великий визирь Махмуд-паша испытывал зависть и ревность к их дружбе и постарался её разрушить. Он сообщил Мехмеду, что Ходжазаде хочет занять пост казаскера (вместо поста наставника), а Ходжазаде он сказал, что султан сам хочет назначить его на этот пост. Султан предложил Ходжазаде пост кадиаскера, и тот согласился. Тем самым Ходжазаде и султан перестали видеться так часто, каждый из них таил обиду на второго.
Ходжазаде был мудерризом в различных медресе Стамбула и Бурсы. Занимался преподаванием в Изнике, где служил казаскером. Был в 1466 году кади Эдирне и в 1467 году кади Стамбула. Обосновался в конце в родной Бурсе, где руководил медресе при Зелёной мечети. При Баязиде II Ходжазаде получал высокую оплату в размере 100 акче ежедневно. Султан хотел, чтобы Ходжазаде написал новую книгу, и учёный начал по настоянию Баязида писать стихи, однако вскоре умер. К моменту смерти он занимал пост  муфтия Бурсы. Похоронен Мустафа Ходжазаде рядом с Эмиром Султаном.
У Ходжазаде было два сына: Мехмед и Абдулла. Один из них тоже преподавал в медресе, и присоединился к тарикату Зейние, второй умер ещё в юности.
За время преподавательской деятельности при  трёх султанах Ходжазаде воспитал многих учеников. Исламская энциклопедия называет его учеников и последователей его идей: Молла Бахаеддин, Молла Сираджеддин (занимал пост нишанджы - канцлера), Ярхисари Мулла Мустафа Муслихуддин (отец историка Ташкопрюзаде ), Юсуф б. Хусейн Кирмасти (известный учёный), Нуреддин Юсуф Кареси, Зейрекзаде Ахмед Рукнеддин (учёный и дипломат), Кадизаде Кутбюддин Мехмед (кади в Алеппо, Эдирне, Стамбуле, кадиаскер Анатолии), Мирим-челеби, Паша-челеби (или Гиязеддин Кутби, поэт).

## Творчество

Иллюстрация в трактате Ходжазаде о радуге к утверждению, что угол падения равен углу отражения.

Муслихиддин был широко известен и популярен, к нему стекались ученики из разных концов исламского мира. Помимо теологии, он был сведущ в философии и естественных науках. Его дискуссия «о приливах и отливах» с известным османским учёным Али Кушчи описана в источниках. Самая известная книга Ходжазаде — «Тахафут ал-фаласифа» (тур. Tehâfütü'l-Felâsife — «Противоречивость философов», «Непоследовательность философов», «Самоопровержение философов»). В «Тахафуте», написанном за четыре месяца, Ходжазаде обсуждает ряд вопросов, касающихся физики и метафизики. Он спорил с точкой зрения ибн Рушда (Аверроэса) о том, что философия и религия могут быть согласованы, и склонялся к точке зрения Аль-Газали. Согласно Ходжазаде, доводы необходимы в математических науках, но использование доводов в богословских вопросах приводит к ошибкам. Он утверждал, что он улучшил методику известного труда «Тахафут ал-фаласифа»  имама Газали и объявлял своей целью  защиту ислама от философских наук. Труд был написан им по заданию Мехмеда пересмотреть основные аргументы аль-Газали и ибн Рушда (в их книгах — «Тахафут ал-фаласифа» ал-Газали и «Тахафут аль-тахафут» ибн Рушда). Персидский учёный Ала-ад-дин ал-Туси (ум. 1482) получил такое же задание. Оба написали свои книги и представили их Мехмеду. Оба были награждены десятью тысячами дирхемами каждый, но Ходжазаде был награждён ещё и почетным халатом. По слухам, ал-Туси обиделся и покинул Стамбул.
В 1886 году «Тахафут» Ходжазаде был опубликован, аргументы Ходжазаде не утратили актуальности. Продвинутый сравнительный анализ книг Ходжазаде, ибн Рушда и ал-Газали был дан турецким учёным Мубахат Туркер-Кюэл в 1956 году.
Кроме «Тахафута» Ходжазаде написал ещё ряд книг и трактатов.